# Wólka Kościeniewicka
Wólka Kościeniewicka – wieś sołecka w Polsce położona w województwie lubelskim, w powiecie bialskim, w gminie Piszczac.
W latach 1975–1998 miejscowość administracyjnie należała do województwa bialskopodlaskiego.
Wieś jest sołectwem w gminie Piszczac. Według Narodowego Spisu Powszechnego z roku 2011 wieś liczyła 92 mieszkańców.
Wierni Kościoła rzymskokatolickiego należą do parafii Podwyższenia Krzyża Świętego w Piszczacu.

## Części wsi
| SIMC    | Nazwa            | Rodzaj             |
| ------- | ---------------- | ------------------ |
| 1022802 | Kolonia Wolańska | część miejscowości |
| 1023055 | Puhary B         | część miejscowości |
| 1023173 | Wyżyniec         | część miejscowości |

## Historia
W wieku XIX Kościeniewicka Wólka, wieś w powiecie bialskim, gminie i parafii Kościeniewicze. Posiadała 29 domów i 194 mieszkańców oraz 1259 mórg obszaru. Według spisu powszechnego z roku 1921 miejscowość Wólka Kościeniewicka wraz z folwarkirm posiadała 35 domów i 204 mieszkańców. Według Narodowego Spisu Powszechnego (III 2011 r.) liczyła 92 mieszkańców i była dwunastą co do wielkości miejscowością gminy Piszczac.